# 田中早苗 (弁護士)
田中 早苗（たなか さなえ、1962年 - ）は、第一東京弁護士会所属の女性弁護士（登録番号：21030）。(イメージ)

## 来歴・人物
1962年東京都生まれ。第一東京弁護士会所属の女性弁護士(登録番号:21030)。東京都中央区銀座に、田中早苗法律事務所を主宰。
「嫌ポルノ権｣を提唱し、女性と人権、報道と人権、セクシャルハラスメント、などの問題に積極的に取り組んでいる。
1995年上半期(1995.04-1995.09)、水曜日に、ヒロミ、キャイ〜ン、荒木定虎らとともに、『笑っていいとも!』でレギュラー出演、法律相談のコーナーを担当していた。
NHKの『視点・論点』に度々出演することがあり、2008年2月には、｢日本確認･芸術｣というタイトルで出演し、独自の芸術論を展開した 。
「あらたにす」新聞案内人メンバーである。

## 経歴
- 1981年：東京都立日比谷高等学校卒業
- 1985年：慶應義塾大学法学部卒業
- 1989年：弁護士登録
- 1991年：田中早苗法律事務所を主宰
- 2003年：内閣府 男女共同参画社会の将来像検討会委員
- 2011年3月：株式会社ノエビアホールディングス社外取締役
- 2015年3月：株式会社パイロットコーポレーション社外取締役
- 同月：テレビ朝日放送番組審議会副委員長
- 2015年5月：松竹株式会社社外取締役
- 2015年6月：株式会社近鉄エクスプレス社外取締役（現任）
- 2016年10月：第一生命保険株式会社社外監査役(現任)
- 2023年3月：アサヒグループホールディングス株式会社社外監査役(現任)

- 日本弁護士連合会 両性の平等に関する委員会委員
- 日本弁護士連合会 人権擁護委員会副委員長
- 放送倫理・番組向上機構 放送番組委員会副委員長
- TBS「放送と人権」特別委員会副委員長
- 東京新聞 新聞報道のあり方委員会委員
- マスコミ倫理懇談会「メディアと法」研究会アドバイザー

## 著書
- 『離婚入門そのプロセスと解決金額』ISBN 4795241562（1992年）
- 『企業のセクハラ対策最前線』ISBN 488321401X（1997年）
- 『スクール・セクハラ防止マニュアル』ISBN 475031417X（2001年）
- 『別れたあとで後悔しない離婚と手続き』ISBN 4391127385（2003年）
- 『Q&A 学校事故対策マニュアル—法的対応から危機管理・安全対策まで 』ISBN 4750320846（2005年）

## 参照
1. ↑   解説委員室ブログ:NHKブログ | 視点・論点 | 視点・論点　「日本確認・芸術」